# Tipula (Schummelia) magnifolia
Tipula (Schummelia) magnifolia is een tweevleugelige uit de familie langpootmuggen (Tipulidae). De soort komt voor in het Nearctisch gebied.